# John Edwin Luecke
John Edwin Luecke (nascido antes de 1960) é um matemático estadunidense, que trabalha com geometria topológica de variedades tridimensionais e teoria dos nós. É professor na Universidade do Texas em Austin.
Luecke obteve um doutorado em 1985 na Universidade do Texas em Austin, orientado por Cameron Gordon, com a tese 'Finite covers of Haken 3-manifolds. 
Em 1989 provou com Cameron Gordon que nós podem ser definidos através de seu complemento. Em 1987 provou com Gordon, Marc Culler e Peter Shalen o Cyclic Surgery Theorem. Este é um teorema sobre as 3 variedades de grupos fundamentais em nós resultantes de uma cirurgia de Dehn cíclica.
Em 2012 foi eleito fellow da American Mathematical Society. Foi palestrante convidado do Congresso Internacional de Matemáticos em Zurique (1994: Dehn surgery on knots).

## Publicações selecionadas
Além dos artigos citados nas referências:
- Finite covers of Haken 3-manifolds containing essential tori, Transactions of the AMS, Volume 310, 1988, p. 381–391
- com Cameron Gordon: Dehn surgery on knots creating essential tori, Parte 1, Communications in Analysis and Geometry, Volume 3, 1995, p. 597–644, Parte 2, Volume 8, 2000, p. 671–725
- com Cameron Gordon: Reducible manifolds and Dehn surgery, Topology, Volume 35, 1996, p. 385–409
- com Cameron Gordon, K. L. Baker: Obtaining genus 2 Heegard splittings from Dehn surgery, Algebraic & Geometric Topology, Volume 13, 2013, p. 2471–2634
- com Cameron Gordon, K. L. Baker: Bridge number, Heegaard genus and non-integral Dehn surgery, Transactions of the AMS, Volume 367, 2014, p. 5753–5830
- com Cameron Gordon, Kenneth L. Baker: Bridge number and integral Dehn surgery, Algebraic & Geometric Topology, Volume 16, 2016, p. 1–40